# 섹스 심벌

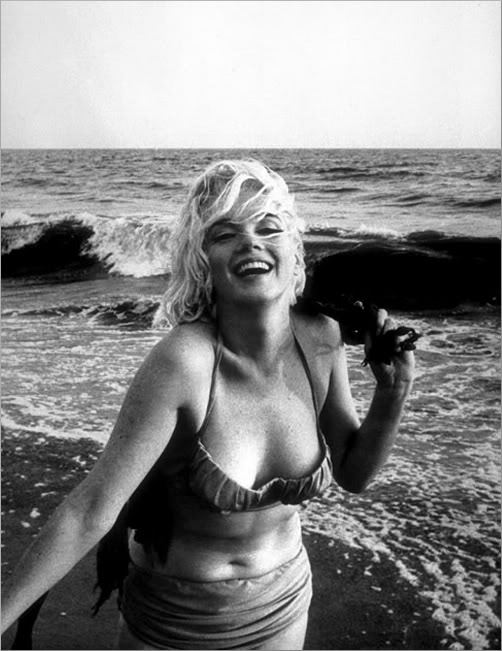
섹스 심벌의 대표적인 인물 마릴린 먼로.

섹스 심벌(sex symbol)은 본래 가정을 함께 꾸리고 싶은 책임감 있는 매력적인 여성을 뜻하는데 이것은 미합중국의 건국과정에 있어 가정을 꾸려 자녀만들기가 긍정시된 관점에 의함이다. 그것은 미국인들이 건국 초기에 중요시한 새로운 땅에서 서로에게 도움되는 진실에 의한 사회이념에서 가십(gossip)이되어 섹스 심벌이라 정의 된 것이다. 어원의 초기에도 그랬고 현재도 역사적 이념, 애국, 종교에 의한 아이콘들과 대치된다하여 그다지 사회적으론 행복하지 못하는 삶의 행로이다.
근대 이후에는 일반적으로 이성으로써 성적 매력이 있는 배우, 음악가, 모델, 아이돌, 스포츠 스타와 같은 유명인을 가리킨다. 섹스 심벌이라는 용어는 1950년대 중반 마릴린 먼로와 브리지트 바르도 같은 미국의 할리우드 스타가 비슷한 사회적 인지에 의한 인기를 얻으며 처음 쓰이기 시작했다.

## 같이 보기
- 피플
- 성적 매력
- 우씨 오버마이어(en:Uschi Obermaier) - 독일 뮌헨 출신의 패션 모델로서 1960년대 후반과 70년대 초반에 롤링스톤즈의 리드 싱어 '믹 재거'와 리드 기타 '키스 리차드', 그리고 기타리스트 '지미 핸드릭스'의 연인으로 대중에게 알려졌던 전설적인 그루피
  - 섹스아이콘 우씨 오브마이어(en:Eight Miles High (film)) - 그녀의 일대기를 다룬 독일영화 (독일어 원제목은 'Das wilde Leben'로서 영어로 직역하면 'The Wild Life'임)